# Melissa (Teksas)
Melissa je grad u američkoj saveznoj državi Teksas. Prema popisu stanovništva iz 2010. u njemu je živjelo 4.695 stanovnika.